# Samuel Ajayi
Samuel Gbenga Ajayi (sinh ngày 2 tháng 7 năm 1987 ở Lagos) là một cầu thủ bóng đá người Nigeria hiện tại thi đấu cho Boeung Ket ở Giải bóng đá vô địch quốc gia Campuchia.

## Sự nghiệp
Trước đó anh thi đấu cho đội bóng Campuchia Phnom Penh Empire nơi anh thu hút sự chú ý của 'Bankers' thi đấu ở Singapore Cup.

## Câu lạc bộ
- Phnom Penh Empire – 2007–2008
- Bangkok Glass – 2008–2012
- Chonburi – 2012–2013
- Samut Songkhram – 2014
- Boeung Ket – 2015–

## Danh hiệu
- 2008 Hun Sen Cup
- 2009 Super Cup
- 2010 Queen's Cup
- Mekong Club Championship 2015: Á quân
- 2016 Giải bóng đá vô địch quốc gia Campuchia
- Giải bóng đá vô địch quốc gia Campuchia 2017